# 奧胡斯 (瑞典)
奧胡斯是瑞典的一座城市。2010年，有人口9,423人。

## 外部連結
- Åhus （页面存档备份，存于） - Tourist site